# Fraser's Magazine

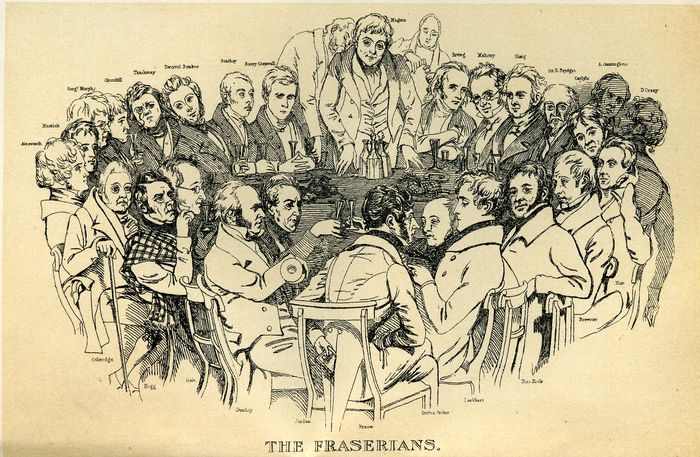
The Fraserians, un retrato de los escritores de la revista Fraser's Magazine en 1935.

Fraser’s Magazine for Town and Country es el título de una revista literaria y general que se publicó en Londres desde 1830 hasta 1882 y cuya política editorial se alineó inicialmente con la del partido conservador Tory.
Fundada por Hugh Fraser y Maginn William en 1830, estuvo diez años bajo la dirección de Maginn y más tarde de Francis Mahony, quienes firmaban con el  pseudónimo de Oliver Yorke.
En los primeros años de la publicación del periódico, su redactor jefe James Fraser (que no tenía ningún parentesco con Hugh Fraser) desempeñó un papel importante en el reclutamiento de los colaboradores y en la impresión. Después de su muerte en 1841, la revista fue comprada por George William Nickisson. En 1847 pasó a ser propiedad de John William Parker. Su último redactor jefe fue James Anthony Froude (1860-1874).
Entre los autores publicados en la revista Fraser’s Magazine destacan Robert Southey, Thomas Carlyle, William Makepeace Thackeray, Thomas Medwin, James Hogg, William Mudford y John Stuart Mill.
La revista dejó de publicarse en 1882.